# Joachim Sauer (motociclista)
Joachim Sauer   (Fulda, 1961) és un enginyer i antic pilot d'enduro alemany que va guanyar dos Campionats d'Europa consecutius amb KTM: el 1986 en la cilindrada de 125 cc i el 1987 en la de 350 cc 4T. Aquest segon títol el va guanyar amb el primer prototip de la KTM LC4, el primer model de quatre temps de la marca.
Sauer es va iniciar en el trial però ben aviat va passar a l'enduro. El 1979, a 18 anys, va guanyar el campionat d'Alemanya Júnior de 50cc amb una Puch i va participar per primer cop als Sis Dies Internacionals d'Enduro, prova en què el 1983 va obtenir la victòria de classe en 125cc amb una Honda CR. Després dels seus èxits amb les KTM als anys 1986 i 1987, l'empresa austríaca el va contractar com a enginyer, però el 1988 el va obligar a posar fi a la seva carrera esportiva. Des de fa anys, Sauer fa de director de producte a KTM i s'encarrega de les motocicletes de fora d'asfalt de la marca.